# Tepepa de Zaragoza, Ajalpan
Tepepa de Zaragoza är en ort i Mexiko.   Den ligger i kommunen Ajalpan och delstaten Puebla, i den sydöstra delen av landet, 250 km sydost om huvudstaden Mexico City. Tepepa de Zaragoza ligger 2 505 meter över havet och antalet invånare är 320.
Terrängen runt Tepepa de Zaragoza är huvudsakligen kuperad, men västerut är den bergig. Runt Tepepa de Zaragoza är det ganska tätbefolkat, med 116 invånare per kvadratkilometer. Närmaste större samhälle är Coxcatlán, 17,6 km sydväst om Tepepa de Zaragoza. Omgivningarna runt Tepepa de Zaragoza är en mosaik av jordbruksmark och naturlig växtlighet.